# Objecttaal
Objecttaal is een term die wordt gebruikt in de metataal, de logica en de computerwetenschap, bijvoorbeeld met betrekking tot programmeren. Bedoeld wordt in het algemeen een formele dan wel natuurlijke taal (of eventueel een kunsttaal) die het onderwerp van een theoretische of praktische studie vormt. 

## Computerprogrammering
Op het meest basale niveau luisteren computers naar een beperkte reeks instructies die door hun processoren worden verwerkt. Bij het programmeren van de eerste computers uit het midden van de 20e eeuw werd hiervoor alleen met binaire codes gewerkt, hetgeen het programmeren erg lastig en bewerkelijk maakte. Aan het begin van de 21e eeuw zijn dankzij de toegenomen codeermogelijkheden en nieuwe technieken zoals slepen en neerzetten zaken als het programmeren van computers en het bouwen van websites veel eenvoudiger geworden, zelfs voor niet-professionele programmeurs. Ook zijn de computers vaak vooraf al zo ingesteld dat ze steeds meer zelf kunnen. Met "objecttaal" wordt in dit verband in het bijzonder "datgene wat de programmeur probeert te bereiken" bedoeld.
In feite komen de hierboven beschreven werkwijzen neer op het omzetten van een brontaal - in dit geval de programmeertaal - naar een andere taal, de doeltaal, net als bij vertalen. In die zin is het begrip "objecttaal" (niet te verwarren met objectgeoriënteerde programmeertaal) hier synoniem met doeltaal. Meestal gaat het in dit verband om machinetalen of de "taal" die wordt gebruikt door assemblers.

## Meta-talen
In zowel de wiskundige logica als de metawiskunde en de taalkunde wordt gebruikgemaakt van meta-talen om vergelijkbare systemen te beschrijven. Bij vreemdetalenonderwijs is de vreemde taal die door middel van onderwijs in een andere taal onderwezen wordt de objecttaal,  en is er tevens sprake van "taal over taal" ofwel metataal.